# Karl Eßer (Politiker)
Karl Eßer (* 26. Oktober 1929 in Eschweiler; † 5. Juni 1994) war ein deutscher Kommunalpolitiker und ehrenamtlicher Landrat (CDU).

## Leben und Beruf
Nach dem Schulbesuch absolvierte er an der Pädagogischen Akademie in Aachen eine Lehrerausbildung. Ab 1954 war Eßer im Schuldienst, zuletzt als Rektor, tätig. Er war verheiratet und hatte vier Kinder.
Von 1969 bis zur Gebietsreform am 31. Dezember 1971 war er Mitglied des Kreistages des Selfkantkreises Geilenkirchen-Heinsberg und von 1972 bis 30. September 1999 Mitglied des Kreistages des neugebildeten Kreises Heinsberg. Hier war er bis 1979 Vorsitzender der CDU-Fraktion. Vom 18. Oktober 1979 bis 1994 war Eßer Landrat des Kreises Heinsberg. Er war in zahlreichen Gremien des Landkreistages Nordrhein-Westfalen tätig.

## Sonstiges
Am 12. Februar 1985 wurde Eßer das Bundesverdienstkreuz am Bande und am 28. September 1990 das Bundesverdienstkreuz I. Klasse verliehen.